# Skyrunners
Skyrunners é o primeiro filme original Disney XD que estreou em 27 de novembro de 2009 nos Estados Unidos.

## Sinopse
O filme relata a história de dois irmãos Tyler (Joey Pollari) e Nick (Kelly Blatz) que descobrem um ser de outro planeta no planeta terra. Logo depois, Tyler começa a ter situações estranhas e é capturado por alguns extra-terrestres, cabendo agora para Nick salvar o seu irmão das raças de um lagarto, que tem como objetivo destruir o planeta. O filme é projetado por Weta Workshop, vencedor do Oscar em maquiagem especial, criaturas e efeitos especiais de (King Kong , As crônicas de Narnia e Senhor dos anéis) e tem produção-executiva de Richard.C.Okie e dirigido por Ralph Hemecker. Sky Runners é uma produção de Shaftesburry II services, Inc .

## Elenco
- Joey Pollari é Tyler Burns
- Kelly Blatz é Nick Burns
- Linda Kash é Robin Burns
- Conrad Coates é Agente Armstrong
- Jacqueline MacInnes Wood é Julie Gunn
- Nathan Stephenson é Darryl Butler

## Lançamento
| País/Região    | Canal          | Data                                   |
| -------------- | -------------- | -------------------------------------- |
| Estados Unidos | Disney XD      | 27 de Novembro de 2009                 |
| Canadá         | Family Channel | 27 de Novembro de 2009                 |
| Espanha        | Disney XD      | 11 de Dezembro 2009                    |
| Portugal       | Disney Channel | 21 de Dezembro 2009                    |
| Polônia        | Disney XD      | 26 de Dezembro 2009                    |
| Brasil         | Disney XDGlobo | 13 de Janeiro 2012 08 de Novembro 2014 |